# Maria José Nunes
Maria José Nunes (Lisboa, 1954 - 17 de Janeiro de 2019) foi uma jornalista portuguesa.

## Biografia

### Nascimento e formação
Nasceu na cidade de Lisboa, em 1954.

### Carreira profissional
Maria José Nunes iniciou a sua carreira profissional na RTP - Rádio Televisão Portuguesa. Foi depois uma das uma das fundadoras da SIC - Sociedade Independente de Comunicação em 1992, onde colaborou na formação da estrutura técnica e de produção. Também ajudou a criar o canal SIC Notícias em 2001, ano em que regressou à Rádio Televisão portuguesa, onde trabalhou durante cerca de dez anos como directora adjunta de produção de informação. Na sequência da mudança de José Alberto Carvalho da Rádio Televisão Portuguesa para a TVI - Televisão Independente, em 2011, Maria José Nunes também se mudou para aquela cadeia televisiva, onde exerceu como directora adjunta de informação, tendo trabalhado com os jornalistas José Alberto Carvalho, Paula Magalhães, Marcos Pinto, Miguel Monteiro, entre outros. Desta forma, foi a única mulher que exerceu como directora nas três principais redes de televisão generalistas portuguesas.
Quando José Alberto de Carvalho foi substituído por Sérgio Figueiredo na direcção de informação da TVI em 2015, Maria José Nunes também abandonou o canal, passando exercer como directora adjunta na empresa Plural, que produzia programas de ficcção para a TVI. Esteve naquela posição até ao seu falecimento.

### Falecimento
Maria José Nunes faleceu no dia 17 de Janeiro de 2019, aos 65 anos de idade, vítima de um ataque cardíaco.

## Homenagens
Após o seu falecimento, foi homenageada pelos seus antigos colegas, como Judite de Sousa, Manuel Luís Goucha, António Esteves, José Alberto Carvalho, Marcos Pinto, e Paula Magalhães, que destacaram a sua amizade e profissionalismo.